# Gaëtan Bille
Gaëtan Bille (* 6. April 1988 in Soest, Deutschland) ist ein ehemaliger belgischer Radrennfahrer.

## Karriere
Gaëtan Bille gewann 2006 in der Juniorenklasse das italienische Eintagesrennen Trofeo Emilio Paganessi. 2008 wurde er Dritter des Kattekoers, 2014 belegte er bei diesem Rennen Platz zwei. Ende der Saison 2008 fuhr er bei dem belgischen Continental Team Groupe Gobert.com als Stagiaire, unterschrieb für das folgende Jahr jedoch einen Vertrag beim Continental Team Verandas Willems. Nach einem Jahr ohne zählbare Ergebnisse wechselte er zurück in den zum RC Pesant Club Liégeois. Nachdem er 2011 zum Continental Team Wallonie Bruxelles-Crédit Agricole wechselte, für das er verschiedene internationale Rennen gewann, fuhr er 2012 und 2013 für ProTeam Lotto Belisol. 2012 gelang ihm sein bis dahin größter Erfolg, als er das in UCI-Kategorie 1.1. gelistete Eintagesrennen Grand Prix Pino Cerami nach einer Solofahrt für sich entschied. Im selben Jahr bestritt er mit dem Giro d’Italia zum ersten Mal eine „Grand Tour“, gab das Rennen aber nach der 16. Etappe auf.
2014 siegte Bille beim Flèche du Sud, im Jahr darauf eine Etappe dieses Rennens. 2015 belegte er bei der Belgien-Rundfahrt Platz drei in der Gesamtwertung. Ebenfalls 2015 entschied er den Giro della Regione Friuli Venezia Giulia für sich, 2018 die Tour de la Pharmacie Centrale. 2018 beendete er seine Laufbahn offiziell, nachdem er zwei schwierige Saisons hinter sich gebracht hatte. 2016 starb sein enger Freund und Mannschaftskamerad Antoine Demoitié nach einem Sturz. Bille selbst hatte mehrerer schwere Stürze und hatte in seinen letzten Teams Probleme.

## Erfolge
2006
- Trofeo Emilio Paganessi

2011
- Zellik-Galmaarden
- eine Etappe Rhône-Alpes Isère Tour
- eine Etappe Ronde de l’Oise

2012
- Grand Prix Pino Cerami

2014
- Gesamtwertung und eine Etappe Flèche du Sud
- Grand Prix de la ville de Pérenchies

2015
- eine Etappe Flèche du Sud
- Mannschaftszeitfahren Paris-Arras Tour
- Prolog Volta a Portugal
- Gesamtwertung Giro della Regione Friuli Venezia Giulia

2018
- Prolog Grand Prix International de la ville d’Alger
- Gesamtwertung und eine Etappe Tour de la Pharmacie Centrale

2019
- eine Etappe Tour de Guadeloupe